# Lagoa Grande (Pernambuco)
Lagoa Grande is een gemeente in de Braziliaanse deelstaat Pernambuco. De gemeente telt 22.408 inwoners (schatting 2009).